# St Joan of Arc (Milwaukee)

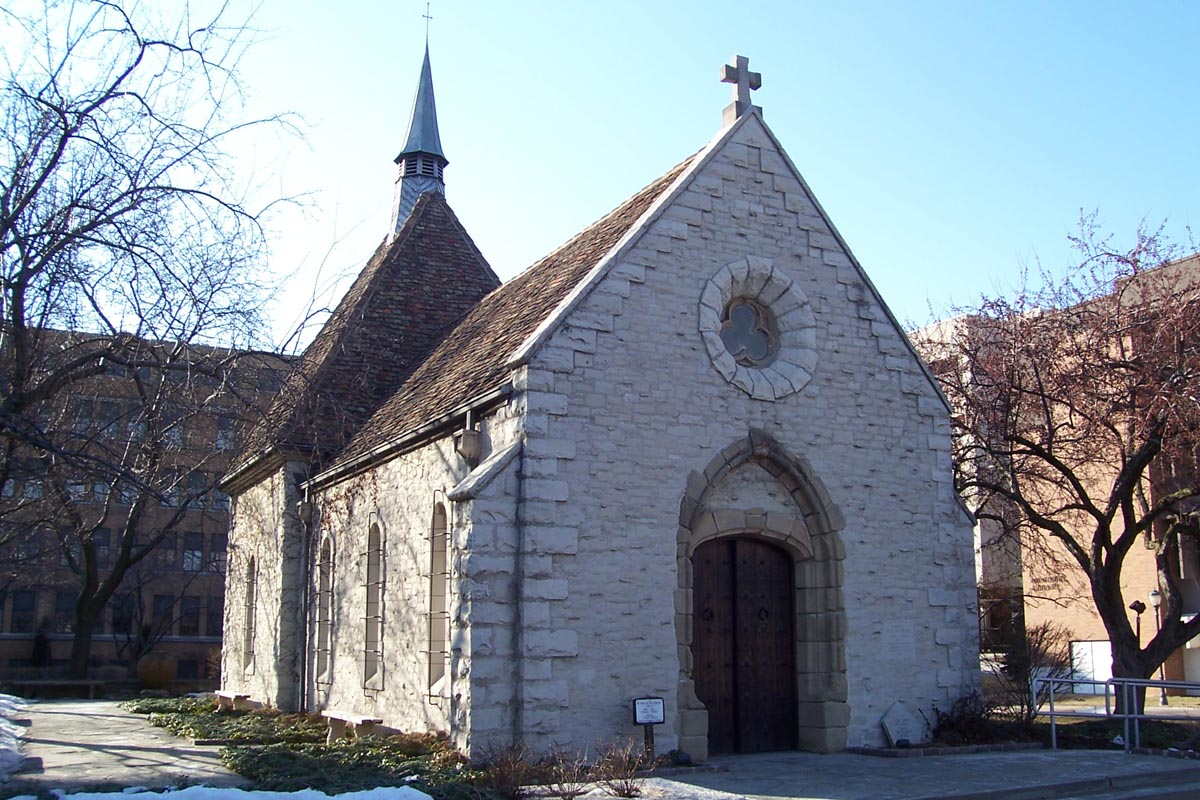
St Joan of Arc

St Joan of Arc (St. Johanna von Orléans) ist eine römisch-katholische Kapelle auf dem Campus der Marquette University in Milwaukee in Wisconsin. Die Kapelle stellt ein aus Frankreich transloziertes Gebäude aus dem 15. Jahrhundert dar.

## Geschichte
Die Kapelle entstand um 1420 als Pfarrkirche von Chasse-sur-Rhône (Département Isère) und war dem heiligen Martin von Tours geweiht. Seit dem Ausbruch der Französischen Revolution war das Gotteshaus nicht mehr in Gebrauch und befand sich zu Beginn des 20. Jahrhunderts in einem ruinösen Zustand. Die Kapelle wurde durch Gertrude Hill Gavin aufgekauft und 1926 auf ihren Landsitz auf Long Island versetzt. Sie ließ die Kapelle der heiligen Johanna von Orléans weihen und bekam 1933 durch Papst Pius XI. die schriftliche Erlaubnis, dass in der Kapelle die Messe gelesen werden durfte. Nach dem Tod Gertrude Hill Gavins gelangten  Landsitz und Kapelle 1962 an Marc Rojtman, der die Kapelle 1964 der Marquette University schenkte. Das Gebäude wurde erneut transloziert und 1965/66 auf dem Campus wiederaufgebaut und wird seitdem von den Jesuiten betreut.